# Masujiro Nishida
Masujiro Nishida (西田 満寿次郎 Nishida Masujiro?) (1899–1924) var en japansk fotbollsspelare och tränare.
Masujiro Nishida var tränare för det japanska landslaget 1923.